# Pomphorhynchus laevis
Pomphorhynchus laevis är en hakmaskart som först beskrevs av Zoega 1776.  Pomphorhynchus laevis ingår i släktet Pomphorhynchus och familjen Pomphorhynchidae. Arten är reproducerande i Sverige. Inga underarter finns listade i Catalogue of Life.